# Ummidia erema
Ummidia erema är en spindelart som först beskrevs av Chamberlin 1925.  Ummidia erema ingår i släktet Ummidia och familjen Ctenizidae. Inga underarter finns listade i Catalogue of Life.